# ويليام توماس
ويليام توماس هو لاعب رغبي (رياضة) شهير ومن رواد رياضة رغبي (رياضة) ولد في عام 1866 وتوفي عام 1921 
1. ↑  ويكي إنجليزي